# 铜叶钟花杜鹃
铜叶钟花杜鹃（学名：Rhododendron campanulatum sp. aeruginosum）为杜鹃花科杜鹃花属下的一个亚种。